# Archosargus probatocephalus
Archosargus probatocephalus Walbaum 1792, detto in inglese sheepshead, è un pesce marino della famiglia degli Sparidae.

## Descrizione
Il corpo è lungo in genere 10-12 cm, eccezionalmente anche fino a 75 cm. Ha corpo alto e compresso lateralmente, di forma ovale. Ha un colore di fondo grigio-argenteo con 5 o 6 bande trasversali più scure sui lati. Appare molto simile alle specie mediterranee di sarago, caratteristica curiosa nell'esemplare adulto è la presenza di una dentatura molto simile a quella umana.

## Distribuzione ed habitat
Vive nell'Oceano atlantico occidentale dalla Nuova Scozia al Brasile. Assente dal Mar dei Caraibi. Vive soprattutto negli estuari ma frequenta anche fondi rocciosi.

## Biologia
Si nutre di molluschi bivalvi e crostacei come ostriche, cirripedi e granchi. Ha una bocca dura, con più serie di robusti denti usati per rompere il tegumento e i gusci delle prede. Essendo eurialino si può spesso ritrovare in acque salmastre e, talvolta, completamente dolci.

## Pesca
Viene pescato sia da pescatori sportivi che a livello commerciale. Le esche favorite sono molluschi e crostacei. Le carni sono altamente apprezzate.

## Curiosità
La Sheepshead Bay, Brooklyn è stata chiamata così proprio per la presenza di questa specie nelle sue acque.